# Данилов, Василий Савельевич
Василий Савельевич Данилов (род. 13 мая 1941, дер. Прысынок, Воронежская область, РСФСР, СССР) — советский футболист, защитник.
Игрок сборной СССР (23 матча), бронзовый призёр чемпионата мира 1966 года (4-е место).
Первый футболист, которому было присвоено звание «Заслуженный мастер спорта России» (1997).

## Биография
Известен по выступлениям за клуб «Зенит» Ленинград, куда перешёл в 1961 году из сталиногорского «Шахтёра». Сразу же после переезда в Ленинград стал основным игроком «Зенита», а позже и сборной СССР. Отыграл в «Зените» 8 сезонов, и лишь после тяжелейшей травмы покинул команду. 5 раз включался в «список 33-х лучших игроков сезона» (№ 1 — 1965, 1966; № 2 — 1962; № 3 — 1961, 1963). Сыграл 23 матча за сборную СССР (рекорд для футболистов Зенита союзных времён). На чемпионате мира-1966 провел 4 матча.
С 1979 по 1985 год отбывал наказание в местах лишения свободы по 144-й статье УК РСФСР «Кража» — по словам Данилова, его оговорили. Первоначальный срок — три года. Первые 14 месяцев провёл в «Крестах», затем в Форносово. Совершил побег из колонии-поселения, полгода скрывался, затем явился с повинной и был приговорён ещё к 1,5 годам.